# Liisa Tuomi
Liisa Tuomi (17 de junio de 1924 – 4 de enero de 1989) fue una actriz teatral, cinematográfica y televisiva finlandesa.

## Biografía
Su nombre completo era Liisa Helena Tuomi, y nació en Helsinki, Finlandia, siendo sus padres los actores Arvi Tuomi y Santa Tuomi. Era hermana del actor Rauli Tuomi y sobrina de la actriz Emmi Jurkka.
Entre las actuaciones más destacadas de Tuomi figuran las que hizo en las obras teatrales Annie mestariampuja (en el Helsingin Kansanteatteri-Työväenteatteri), My Fair Lady (en el Teatro Sueco), y su papel protagonista en la película Herrojen Eeva (1954). Se había iniciado en la pantalla actuando en 1940 en Poikani pääkonsuli y Yövartija vain.... Tras actuaciones de reparto en varias cintas, su primer papel relevante fue el de Lotta Koskimaa en la comedia Hopeakihlajaiset (1942).
En la década de 1970 Tuomi apareció en el programa televisivo Lauantai-ilta MTV:ssä, actuando junto a Matti Ranin.
Liisa Tuomi se casó con Kauko Ahlström, un jugador de bolos, en Helsinki el 25 de septiembre de 1945. Tuvieron cuatro hijos: Raila Liisa (1946), Hilkka Helena (1947), Timo Kalervo (1949), fallecido al poco de nacer, y Martti Kalervo (1952). La actriz falleció en Helsinki en el año 1989.

## Filmografía
- 1940 : Yövartija vain...
- 1941 : Täysosuma
- 1941 : Poikamies-pappa
- 1942 : Kuollut mies rakastuu
- 1942 : Hopeakihlajaiset
- 1943 : Syntynyt terve tyttö
- 1943 : Salainen ase
- 1944 : Herra ja ylhäisyys
- 1946 : Naimisiin päiväksi
- 1947 : Pikajuna pohjoiseen
- 1948 : Sankari kuin sankari
- 1949 : Vain kaksi tuntia
- 1949 : Ruma Elsa
- 1952 : Kipparikvartetti
- 1954 : Herrojen Eeva
- 1960 : Myöhästynyt hääyö